# Wspólnota administracyjna Heldburger Unterland
Wspólnota administracyjna Heldburger Unterland (niem. Verwaltungsgemeinschaft Heldburger Unterland) – wspólnota administracyjna w Niemczech, w kraju związkowym Turyngia, w powiecie Hildburghausen. Siedziba wspólnoty znajduje się w mieście Heldburg. Do 31 grudnia 2018 siedziba wspólnoty znajdowała się w ówczesnym mieście Bad Colberg-Heldburg.
Wspólnota administracyjna zrzesza sześć gmin, w tym dwie gminy miejskie (Stadt) i cztery gminy wiejskie (Gemeinde):
1. Heldburg, miasto
2. Schlechtsart
3. Schweickershausen
4. Straufhain
5. Ummerstadt, miasto
6. Westhausen

31 grudnia 2013 do wspólnoty dołączyła gmina Straufhain.
1 stycznia 2019 miasto Bad Colberg-Heldburg oraz gminy Gompertshausen i Hellingen zostały połączone i utworzyły nowe miasto Heldburg.